# 아자그할
아자그할(Azaghâl)은 《실마릴리온》의 등장인물이다. 그는 벨레고스트의 난쟁이로, 글라우룽에게 치명상을 입힌 자로 알려졌다.
태양의 1시대 당시 아자그할은 벨레고스트의 왕이었고, 모르고스에 대항하는 여론에 호응하여 인간과, 요정 그리고 난쟁이를 주축으로 하는 마이드로스의 연합에 참여했다.
'핑곤이 이끄는 서군과 마이드로스가 이끄는 동군이 동부인 배신자를 비롯한 모르고스의 책략으로 전략이 파쇄되었을 때, 수많은 오크, 발록, 용과 같은 적들에게 공격당하며 불리한 전투를 이어갔다.
글라우룽을 위시한 용들은 강력한 불꽃으로 공격했고 인간과 요정들은 쉽게 불꽃에 대항할 수 없었다. 하지만, 아자그할을 비롯한 난쟁이들은 자신들의 면갑을 착용하고 용의 불꽃에 저항할 수 있었기에, 적극적으로 싸웠고 덕분에 이 전쟁이 끝난 후 벨레고스트의 난쟁이들은 위상이 높아졌다.
그러나 전쟁 중 글라우룽은 벨레고스트의 왕 아자그할을 제압했고, 그는 곧 죽임을 당했다. 죽기 전 마지막 일격으로 글라우룽의 약점인 뱃가죽을 찔러 고통을 선사했고 극심한 괴로움에 후방으로 후퇴하게 만들었다.
그가 죽은 후 난쟁이들은 왕의 시신을 수습하여 장송가를 부르면서 퇴각했다. 난쟁이들은 적을 의식하지 않은 채 천천히 장례의식에 따라 전장에서 떠났고 그 어떤 적도 그들을 막을 수 없었다고 전해진다.